# Actidium sharpianum
Actidium sharpianum är en skalbaggsart som beskrevs av Matthews 1882. Actidium sharpianum ingår i släktet Actidium och familjen fjädervingar. Inga underarter finns listade i Catalogue of Life.